# حسینعلی ملاح
حسینعلی ملاح (زادهٔ ۴ تیر ۱۳۰۰ در نوکنده – درگذشتهٔ ۲۷ تیر ۱۳۷۱ در تهران)، نقاش، موسیقی‌دان، مؤلف و پژوهشگر موسیقی اهل ایران بود.

## زندگی
حسینعلی ملاح در سال ۱۳۰۰ خورشیدی در بندر گز متولد شد. او یکی از فرزندان آقابزرگ خان ملاح و خدیجه افضل وزیری و نوه دختری بی‌بی‌خانم استرآبادی بنیان‌گذار اولین دبستان دخترانه و یکی از نخستین پیشگامان حقوق زنان ایران بود. پدر وی آقابزرگ ملاح از طوائف اصیل منطقه بندرگز از توابع استرآباد و از کارمندان عالی‌رتبه وزارت کشور بود. نویسنده، ملاح نیز از کودکی خودش به موسیقی و فراگیری آن عشق و علاقه‌ای خاص داشت و لحظه‌ای از آن دوری نمی‌جست به طوری که هر وقت فرصت به جای بازی گوشی و شیطنت که خاص دوران کودکی هر انسان است به موسیقی روی می‌آورد و صفحه‌هایی را روی گرامافون می‌گذاشت و مدت‌ها به آن گوش فرا می‌داد و مات و مبهوت مجذوب موسیقی می‌گردید.
پدر و مادر وی که می‌دیدند فرزندشان چنین علاقه‌ای به موسیقی از خود نشان می‌دهد، برای بیشتر به شوق درآوردن وی، هر روز هنگام صرف صبحانه و ناهار و شام، صفحات متعددی را از هنرمندان آن زمان روی گرامافون گذارده و به نغمات آن گوش می‌دادند تا کودکشان هم از آن بهره‌مند گردد.
این وضع ادامه داشت تا این که وی به سن چهارده سالگی می‌رسد و از این زمان بود که پدرش برای او ویولونی تهیه می‌کند و او شروع به نواختن می‌کند. ملاح ابتدا نزد معلم نقاشی خود که از موسیقی هم بهره یی داشت تمرین را آغاز می‌نماید ولی چندی بعد نزد استادانی چون: ابوالحسن صبا، حسین یاحقی و علینقی وزیری رفته و به فراگیری علم موسیقی مشغول می‌گردد.

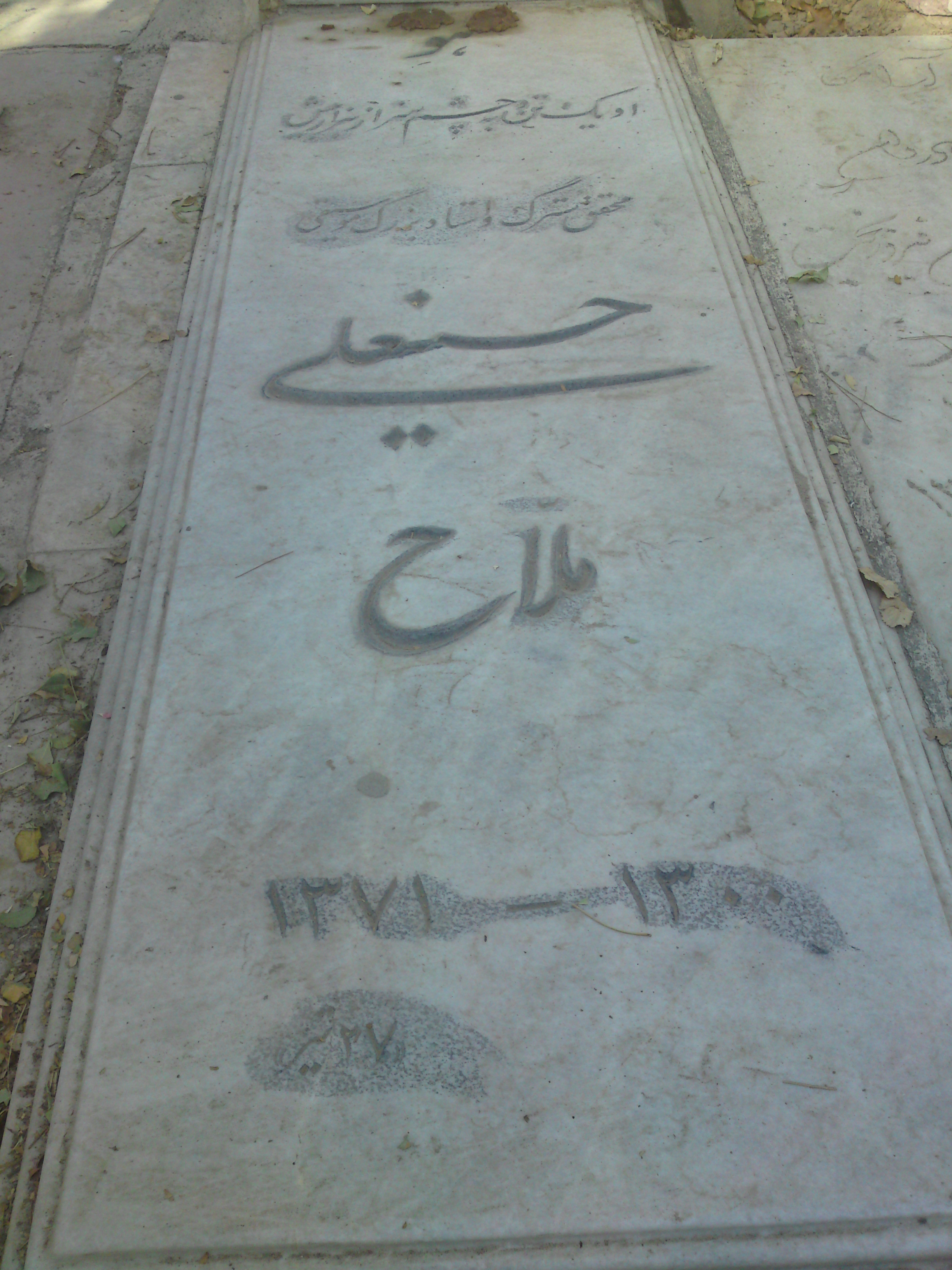
آرامگاه حسینعلی ملاح

زمانی که علینقی وزیری به ریاست مدرسه عالی موسیقی منصوب می‌گردد، ملاح به این مدرسه می‌رود و به‌طور مستمع آزاد ثبت نام می‌کند و در کلاس‌های این هنرستان شرکت می‌کند. در این هنگام که مدت هشت سال از نواختن و آشنایی وی با تار و سه تار و ویولون می‌گذشته، ابتدا نزد فروتن راد، تمرین و فراگیری ویلن، سپس هارمونی را نزد روح‌الله خالقی می‌آموزد و سرانجام از مدرسه عالی موسیقی کشور، موفق به دریافت دیپلم موسیقی می‌گردد. حسینعلی ملاح ضمن تحصیلات عالیه در هنر موسیقی، در دانشکده کشاورزی کرج نیز مشغول تحصیل و از همین دانشکده در رشته کشاورزی نیز فارغ‌التحصیل گردید ولی به جای اینکه با آب و خاک و گل و گیاه سرو کار پیدا کند چون عاشق موسیقی بود با ویولون، سه تار، تار و نت و آهنگ دمساز گردید و خدمات شایانی به موسیقی کشور نمود و آثار سرشناسی از خود در قسمت کتابت و تئوری موسیقی ایران از خود به جای نهاد که راه گشایی برای حال و نسل‌های آینده خواهد بود و شاید بتوان گفت بیش از هر نویسنده صاحب نامی در این راه گام برداشته و قلم زده که علاوه بر مطالب گوناگونی که در مجلات و روزنامه‌ها تحریر کرده باید از شرحی بر رساله موسیقی جامی، رساله موسیقی بهجت الروح، حافظ و موسیقی، تاریخ موسیقی ایران (جلد دوم)، سرگذشت کلنل وزیری، مشت زن، مونا و انا و دو اثر دیگر، انجمن دوستی و تفریح و چهار دختران فضل‌فروش و چهار نمایشنامه دیگر، زنده باد زندگی، فرهنگ سازها، ملکه ویکتوریا، و این اواخر، اثری بدیع و راهگشایی بزرگ به نام " پیوند موسیقی و شعر " که چاپ و منتشر گردید.
حسینعلی ملاح، علاوه بر موسیقی، با هنر نقاشی نیز آشنایی کامل دارد و آثار بزرگی از خود به جای نهاده که تصویرهای جالب و استثنایی کلنل وزیری و کمال الملک از آن جمله اند. با تمام این ویژگی‌ها، حسینعلی ملاح مردی است بی تکبر، خوش‌برخورد و مهماندوست، به طوری که درِ خانه‌اش همیشه به روی اهل موسیقی و علم و ادب باز بوده و هر کمکی که از وی به هنرآموزان موسیقی برمی‌آمده دریغ نمی‌ورزیده و چنین مردانی در کشورمان موجب پیشرفت موسیقی و علم و هنر است. بخشی از دستنوشته‌های حسینعلی ملاح توسط محقق و پژوهشگر جوان، جواد مهدویان در کتاب نخستین فرهنگستان به روایت اسناد به چاپ رسیده.
ملاح آهنگ‌های زیبا و جالبی ساخت که از آثار خوب و باارزشی موسیقی اصیل ایرانی است. وی علاوه بر نوازندگی با ویولون که ساز تخصصی‌اش می‌باشد با نواختن تار و سه تار نیز آشنایی کامل دارد و این سازها را نیکو می‌نواخت…
سرانجام به دنبال یک کسالت چندماهه در ساعت هشت شب ۲۷ تیر ۱۳۷۱ درگذشت.

## آثار

### تألیفات
- «شرح زندگی غلامحسین درویش»
- پیوند موسیقی و کلام
- تاریخ موسیقی ایران
- تاریخ موسیقی نظامی
- حافظ و موسیقی
- «منوچهری دامغانی و موسیقی»
- فرهنگ سازها
- شرح کامل صد غزل از حافظ
- و مقالات بسیار در مجلات مختلف و دانش‌نامهٔ ایرانیکا

### ترجمه‌ها
- زنده باد زندگی
- دختران فضل‌فروش
- مونا و انا

### آثار صوتی
- رقص ژاله
- رؤیای هستی